# عجوقة جنوبية
عجوقة جنوبية (الاسم العلمي:Ajuga australis) هو نوع نباتي يتبع جنس العجوقة من الفصيلة الشفوية. سمي هذا النوع بالجنوبي (باللاتينية: australis) نسبة إلى النصف الجنوبي للكرة الأرضية. تم وصف هذا النوع من النبات علمياً لأول مرة من قبل روبرت براون سنة 1810.

## تسميات
شندقورة جنوبية، عرصف جنوبي، بوق جنوبي.			